# شاهمار (جلفا)
حقوردی آباد (شاهمار) یک کوی است که در بخش مرکزی شهرستان جلفا در محدودهٔ منطقه آزاد ارس واقع شده‌ است.

## نام
حقوردی آباد (شاهمار) در سال ۱۳۹۳ با عنوان کوی حقوردی آباد (شاهمار) به جلفا ملحق شد.

## جمعیت
جمعیت آن ۱۲۰۰ نفر و ۳۰۰ خانوار می باشد و هر ساله میزبان توریست‌های فراوان نیز می‌باشد.